# Kim Ok-cheol
Kim Ok-cheol (Daegu, 16 november 1994) is een Zuid-Koreaans voormalig weg- en baanwielrenner.

## Carrière
In 2015 werd Kim samen met Lee Ki-suk, Park Sang-hong en Jung Ha-jeon nationaal kampioen ploegenachtervolging.
In 2016 nam Kim deel aan de wegwedstrijd op de Olympische Spelen in Rio de Janeiro, maar reed deze niet uit. Vier dagen voor de wedstrijd werd hij, tijdens een training in de straten van Rio de Janeiro, aangereden door een auto, waarbij hij lichte verwondingen opliep.

## Baanwielrennen

### Palmares
| Jaar | Z-KK                           | AK                                | WK | Overig                |
| ---- | ------------------------------ | --------------------------------- | -- | --------------------- |
| 2014 |                                |                                   |    | Beijing: Omnium       |
| 2015 | Ploegenachtervolging · Scratch |                                   |    | Shizuoka: Puntenkoers |
| 2016 |                                | Ploegenachtervolging              |    |                       |
| 2017 |                                | Ploegenachtervolging · Omnium     |    |                       |
| 2018 |                                | Ploegenachtervolging · Ploegkoers |    |                       |

## Wegwielrennen

### Overwinningen
2015
 Zuid-Koreaans kampioen op de weg, Beloften
Jongerenklassement Jelajah Malaysia
2016
6e etappe Ronde van Thailand
2e etappe Ronde van Fuzhou

## Ploegen
- 2013 –  Seoul Cycling Team
- 2014 –  Seoul Cycling Team
- 2015 –  Seoul Cycling Team
- 2016 –  Seoul Cycling Team
- 2017 –  Seoul Cycling Team
- 2018 –  Seoul Cycling Team
- 2019 –  Seoul Cycling Team
- 2020 –  Seoul Cycling Team
- 2021 –  Geumsan Insam Cello

Choi · Joo · Jung · Kang · Kim D. · Kim O. · Min · Park · We
Ha · Joo D. · Joo M. · Jun · Kim D. · Kim O. · Min · Seo · We
- Virtual International Authority File: 90155103929476201612